# Chambre de commerce et d'industrie française au Japon
 (août 2009).
Si vous disposez d'ouvrages ou d'articles de référence ou si vous connaissez des sites web de qualité traitant du thème abordé ici, merci de compléter l'article en donnant les références utiles à sa vérifiabilité et en les liant à la section « Notes et références ».
La Chambre de commerce et d'industrie française du Japon (CCIFJ) est une chambre de commerce française installée à Tōkyō qui a pour objectif de développer les échanges commerciaux entre le Japon et la France, d'aider les entreprises françaises à exporter au Japon et d’animer la communauté d’affaires franco-japonaise. Depuis le 1er janvier 2015, la CCI France Japon est devenue la CCI France Japon.

## Histoire
En 1918, Léon Barmont fonde la chambre de commerce française du Japon (CCFJ). À l'époque, la communauté française ne compte que 59 personnes à Kobe et 56 à Yokohama. La chambre de commerce étrangère rassemblait les entrepreneurs étrangers, sans distinction de nationalité. Cet organisme avait été créé en 1866 à Yokohama. Mais à partir de 1917, les Français, exaspérés de devoir côtoyer leurs homologues allemands commencent à effectuer des démarches dans le but de fonder leur propre chambre de commerce. Cette initiative fait de la CCFJ (qui deviendra la CCIFJ dans les années 1970) la première chambre nationale étrangère dans l'Archipel.
Le 4 octobre 1918, le ministère de l'Agriculture et du Commerce japonais autorise officiellement l'établissement de la CCFJ au Japon. Ce décret est publié dans le journal officiel le 13 novembre 1918, deux jours après l'armistice du 11 novembre. Le 24 janvier 1919, le ministre français Étienne Clémentel, chargé du Commerce, de l'Industrie, des Postes et Télégraphes, signe à son tour un arrêté reconnaissant la CCFJ.
La CCFJ est alors divisée en deux sections : une basée à Yokohama, l'autre à Kobe. Le comité central est basé à Yokohama. Il est situé dans les locaux de la Maison de commerce Barmont, au Sise 183, Yamashita-chō, Yokohama-shi.
Les fondateurs de la chambre sont en partie issus du commerce de la soie. Léon Barmont avait créé son entreprise d'importation de soie à la fin du XIXe siècle. Charles Eymard, premier secrétaire de la CCFJ est lui aussi un soyeux, tout comme Joël Reynaud, importateur et exportateur de soie, qui participera pendant plusieurs années aux activités de la Chambre.
Depuis le 25 avril 2019, la CCI France Japon se situe à l'adresse suivante : Nihonbashi Honcho YS Building, 2-2-2 Nihonbashi Honcho 2F, Chuo-ku, 103-0023 Tokyo.

### Nombre de membres
- 1918 : 27 membres
- 1950 : 26 membres
- 1958 : 36 membres
- 1964 : 43 membres
- 1968 : 74 membres
- 1978 : 108 membres
- 1987 : 207 membres
- 1992 : 295 membres
- 1998 : 450 membres
- 2008 : 550 membres
- 2010 : 539 membres
- 2013 : 479 membres[3]
- 2014 : 498 membres[3]
- 2015 : 524 membres[3]
- 2016 : 550 membres[3]
- 2017 : 586 membres[3]
- 2018 : 603 membres[3]
- 2019 : 614 membres[3]
- 2020 : 587 membres[3]

## Publications
La première publication de la CCIFJ, le Bulletin officiel de la chambre de commerce française du Japon, a été publiée de janvier 1919 à 1963 (interruption pendant huit ans pendant la deuxième guerre mondiale). La chambre enjoint à l'origine aux entreprises françaises de conquérir le marché japonais. Et à contribuer à la prospérité de la CCFJ :

« APPEL À NOS LECTEURS.

Nous devons travailler pour être prêts.

La lutte militaire est finie.

La guerre commerciale commence.

DÈS MAINTENANT.

Préparez vos débouchés

Faites connaître vos produits

Préparez les marchés de l'étranger

Choisissez vos représentants FRANÇAIS

Commencez votre réclame sans tarder »

Le Bulletin est d'abord trimestriel, puis mensuel. Ce bulletin va vite se classer parmi les meilleurs de ceux que font paraître les chambres de commerce françaises à l'étranger. Les articles sont souvent repris par le Bulletin commercial d'Extrême-Orient, l’Éveil économique de l'Indochine, le Moniteur d'Indochine, etc.
En 1963, la CCFJ crée la revue mensuelle Japon Économie et Marché. Cette publication est très technique, peu illustrée, mais très riche. Peu à peu, des photographies apparaissent sur la couverture. La publication de Japon Économie et Marché correspond à la montée en puissance du Japon de l'après 1964 (Jeux olympiques de Tokyo). Il accompagne le développement des affaires françaises dans l'Archipel : entre 1964 et 1978 (année de la fin de Japon Économie et Marché et du début de France Japon Éco), la CCFJ puis CCI France Japon passe de 43 à 108 membres.
En 1978, la CCI France Japon lance le magazine trimestriel France Japon Eco. Le premier numéro traite du prêt-à-porter. Son rédacteur en chef actuel est Régis Arnaud, journaliste français en poste à Tokyo depuis 1995. En 2017 France Japon Éco a fait paraître son 150ème numéro. Le magazine traite de l'économie et de la société japonaise. Les thèmes traités y sont variés : FJE 152 : Nous, histoires de partenariats ; FJE 151 : Accords de libre-échange ; FJE 150 : Pays de références ; FJE 149 : Luxe ; FJE 148 : Innovation ; FJE 147 : Sports ; FJE 146 : Idées jeunes sur la démographie japonaise ; FJE 145 : Energie et climat ; FJE 144 : Innovation ; FJE 143 : Tourisme ; FJE 142 : Distribution ; FJE 141 : Emploi, les grands travaux ; FJE140 : Les entrepreneurs ; FJE 139 : Automobile : les pièces maîtresses ; FJE 138 : Le secret de la Jeunesse ; FJE 137 : Dans les cuisines de l'agro-alimentaire
La newsletter La Lettre Mensuelle - affaires au Japon paraît à partir de 1979. D'abord sous format papier, elle passe sur Internet en 2003. Elle s’appelle aujourd’hui France Japon Express. Ses contenus sont variés : comptes rendus d'événements, de missions de prospection commerciale, actualités juridiques et comptables, portraits, etc.
La CCI France Japon publie également de manière occasionnelle des ouvrages exceptionnels. Ils guident les hommes d'affaires dans un monde codifié et apportent des clés pour développer et entretenir avec ses collègues et partenaires nippons des relations durables.
- Le guide du savoir-vivre dans l'entreprise japonaise en 1990
- Soie et Lumière, l'âge d'or des échanges franco-japonais en 2001
- Logomania, l'extraordinaire aventure de 50 marques françaises en 2003
- Sabre et Pinceau, par d'autres français au Japon, 1872-1960 en 2005
- Lys et Canon, images et correspondances retrouvées en 2014
- 1918-2018, un siècle d'histoires d'entreprises au Japon images et correspondances retrouvées en 2018

## Organisation

### Équipe permanente
La CCI France Japon est dirigée par Nicolas Bonnardel[Quand ?].
La CCI France Japon est divisée en plusieurs services :
- Le service développement des affaires propose des missions de prospection commerciale pour les entreprises françaises qui souhaitent exporter vers le Japon. Ses conseillers sont japonais et français, trilingues, et disposent d'un réseau de contacts issus du tissu économique japonais. La CCI France Japon organise régulièrement des missions sur l'agroalimentaire, la santé, les biotechnologies, l'aéronautique, entre autres.
- Le service emploi-formation aide les entreprises membres de la CCI France Japon à recruter. Les conseillers emploi ne pratiquent pas la chasse de tête mais mettent en relation des candidats et les sociétés. Le service emploi-formation donne par ailleurs des conférences dans les universités japonaises afin de présenter des entreprises françaises implantées dans l'Archipel. Chaque mois, ce service publie un Bulletin emploi pour les membres de la CCI France Japon[7]. Le Bulletin emploi met en regard les candidatures et les offres d'emploi.
- Le service communication a la charge des publications, notamment France Japon Eco et les publications exceptionnelles de la CCI France Japon, ainsi que de l’animation de la présence de la CCI France Japon sur internet.
- Les 120 événements annuels de la CCI France Japon sont organisés par le service éponyme. Ils couvrent des champs très divers comme le marketing, l'implantation de PME au Japon, les réglementations, la fiscalité… Ces événements sont aussi l'occasion d'échanger quelques cartes de visite, élément très important des relations professionnelles et le networking au Japon. À la fin du mois de novembre, le gala annuel rassemble près de neuf cents participants tous les ans.